# تيبودا
مدينة تيبودا الغارقة مستوطنة تيبودا الليبية التي غرقت في مياه المتوسط قبل ثمانية آلاف عام، ويعول عليها شباب زوارة في أن تصبح قبلة للسوّاح.

## الموقع الجغرافي
تبعد المدينة الأثرية مسافة 300 متر عن شاطئ تيبودا، والذي يبعد بدوره حوالي أربعة كيلومترات غرباً عن زوارة المركز. يقول الباحث شوقي معمر أن هذا المكان يعتبر غامضاً إلى حد الآن، ولم يستكشف بطريقة علمية مفهرسة تحدد معالمه. وهو يعتقد أن «ما نشاهده منها لا يمثل سوى مترين من الحجم الكامل للمستوطنة، فيما الجزء الباقي لايزال تحت الرمال، بسب عوامل المراكمة البحرية وطول الزمن الذي مر عليها».

## تاريخ المدينة
مدينة تيبودا أكدت وجودها صور التقطها مركز أبحاث أمريكي سنة 2010 باستخدام الاقمار الصناعية، وذلك بعد أن أعطى لهم إحداثيات المكان الباحث الليبي شوقي معمر المختص في مجال استكشاف المخابئ والكهوف، عندما ذهب إلى الولايات المتحدة لغرض تحضير رسالة الدكتوراه. والتي يتوجب الغوص بعمق ثمانية أمتار والتجول تحت الماء بالقرب من شواطئ مدينة زوارة في أقصى الغرب الليبي، ليس وحده ما يغري أبو عجيلة القجقوج، 45 عاماً، لزيارة ذلك المكان مراراً وتكراراً، فالغواص المحترف يجذبه الغموض والجمال الذي يلف المدينة الأمازيغية المفقودة تحت الماء منذ 8000 سنة.
يعتبر القجقوج ذلك المكان من أجمل ما شاهد على الإطلاق، وخاصة تلك الأقواس المفتوحة على بعضها البعض، حيث يستطيع الزائر الدخول والتجول داخل غرف كانت مسكونة قبل آلاف السنين، وما يؤكد وجود تجمعات سكانية في تلك المدينة وجود الجرار والقناديل والأعمدة التاجية الملقاة على الأرض.

### أسباب غرق المدينة
الاستنتاج العلمي حول أسباب غرق تلك المستوطنة يفيد، طبقا لشوقي، بحدوث تسونامي قبل ثمانية آلاف عام ضرب جزءاً كبيراً من ساحل ليبيا، نتج عن ثوران بركان في جزيرة سيشيليا. هذا البركان ألقى ما مساحته عشرة كيلومترات من الحمم في البحر الأبيض المتوسط، الأمر الذي سبب في موجة مد وصل ارتفاع أمواجها من 30 إلى 40 متراً دمرت السواحل المطلة على البحر المتوسط، ولم تنحصر تلك المياه حتى اليوم.

### حضارة متقدمة
ويلفت شوقي كذلك إلى أن هندسة العمارة في تيبودا تجعلنا نفكر في احتمالية وجود «حضارة متقدمة نسبياً» بالنسبة لذلك الزمن البعيد، لاحتوائها على حجرات مفتوحة بأقواس وأعمدة منحوتة في الصخور وموضوعة على هيئة أقراص بعضها فوق بعض ومثقوبة في الوسط مثل قطع الرحا، كما أن شكل هذه الاقواس هو أنسب شكل توصل إليه الإنسان للمرور تحته وهو محمل بالأثقال. يقول شوقي «من المؤسف أن يكون هذا المعلم مغيباً عن وسائل الإعلام، وأن الجمهور الليبي لم يسمع عنه شيئاً»، ويأمل من السلطات الجديدة أن تهتم بشكل جدي بالمعالم الأثرية الليبية كي لا يضيع هذا التاريخ العتيق، وأيضاً حتى لا تطالها معاول المخربين الطامعين.
أما الباحث في علم التراث والحضارات يوسف حلمي فيقول أن أرضيات الفسيفساء الموجودة على الشاطئ المقابل لهذه المستوطنة تدل على وجود منازل فخمة وفلل كان يقطنها سكان أثرياء هم غالباً من التجار، وهي تعود للحقب التاريخية الحديثة كالعصر الفينيقي والروماني. ويؤكد حلمي بأن هذه المستوطنة كانت متأثرة بالحضارة القفصية، وذكرها قبل التاريخ هيرودوت الذي قال أنها كانت معمرة بالاتيفيجيون الأمازيغ الموجودين في المنطقة، من الماية شرقي مدينة الزاوية إلى جزيرة جربة بتونس. وقال هيرودوت أنهم كانوا يتواجدون في نتوء البحر أيضاً (يقصد جزيرة فروة) وأنهم كانوا يأكلون اللوتس. فيما عدا هذه المعلومات التي ذكرها هيرودوت يقول الدكتور المحاضر بجامعة طرابلس مصطفى جمعة سالم «لا أعلم مصدراً أو مرجعاً قد يفيدك في البحث عن تيبودا».

### مشاريع سياحية
بحسب المعلومات التاريخية، فإن ميناء تيبودا كان يصدر الملح وزيت الزيتون الذي تنتجه منطقة زوارة، وهي منطقة تشتهر بتصنيع أجود أنواع الزيوت البعلية. واسم تيبودا أمازيغي قديم مشتق من كلمة بودي التي تعني الحصان الصغير، وحالياً هذه المنطقة أصبحت شاطئاً جميلاً يرتاده الناس للاستجمام. ميناء تيبودا توقف عن تصدير الملح أو الزيت ولم يعد أهل المنطقة يأكلون اللوتس.